# Königsberger STV
Königsberger STV (celým názvem: Königsberger Sport- und Turnverein) byl německý sportovní klub, který sídlil ve východopruské metropoli Königsberg (dnešní Kaliningrad v Kaliningradské oblasti). Založen byl v roce 1922, zanikl v roce 1945 po sovětsko-polské anexi Pruska. Klubové barvy byly modrá a bílá.
Své domácí zápasy odehrával na stadionu Walter-Simon-Platz.

## Historické názvy
- 1922 – Königsberger STV (Königsberger Sport- und Turnverein)
- 1945 – zánik

## Účast v nejvyšší soutěži
- Gauliga Ostpreußen
  - 1935/36, 1936/37, 1937/38, 1942/43, 1943/44

## Umístění v jednotlivých sezonách
Stručný přehled
Zdroj: 
- 1935–1938: Gauliga Ostpreußen – sk. Königsberg
- 1938–1942: Bezirksliga Ostpreußen
- 1942–1944: Gauliga Ostpreußen

Jednotlivé ročníky
Zdroj: 
Legenda: Z - zápasy, V - výhry, R - remízy, P - porážky, VG - vstřelené góly, OG - obdržené góly, +/- - rozdíl skóre, B - body, červené podbarvení - sestup, zelené podbarvení - postup, fialové podbarvení - reorganizace, změna skupiny či soutěže
| Velkoněmecká říše (1935 – 1944) |                                     |        |     |     |     |     |     |     |     |     |        |
| Sezóny                          | Liga                                | Úroveň | Z   | V   | R   | P   | VG  | OG  | +/- | B   | Pozice |
| 1935/36                         | Gauliga Ostpreußen – sk. Königsberg | 1      | 12  | 2   | 2   | 8   | 20  | 47  | -27 | 6   | 6.     |
| 1936/37                         | Gauliga Ostpreußen – sk. Königsberg | 1      | 12  | 2   | 2   | 8   | 19  | 32  | -13 | 6   | 6.     |
| 1937/38                         | Gauliga Ostpreußen – sk. Königsberg | 1      | 12  | 5   | 0   | 7   | 29  | 44  | -15 | 10  | 5.     |
| 1938/39                         | Bezirksliga Ostpreußen              | 2      | ... | ... | ... | ... | ... | ... | ... | ... |        |
| 1939/40                         | Bezirksliga Ostpreußen              | 2      | ... | ... | ... | ... | ... | ... | ... | ... |        |
| 1940/41                         | Bezirksliga Ostpreußen              | 2      | ... | ... | ... | ... | ... | ... | ... | ... |        |
| 1941/42                         | Bezirksliga Ostpreußen              | 2      | ... | ... | ... | ... | ... | ... | ... | ... |        |
| 1942/43                         | Gauliga Ostpreußen                  | 1      | 12  | 3   | 4   | 5   | 30  | 40  | -10 | 10  | 4.     |
| 1943/44                         | Gauliga Ostpreußen                  | 1      | 12  | 2   | 1   | 9   | 15  | 55  | -40 | 5   | 7.     |